# The Animal (film 1913)
The Animal è un cortometraggio muto del 1913 scritto e diretto da Allan Dwan.

## Trama
L'Animale, un uomo di grande forza e dagli impulsi brutali, diventa umano quando riunisce una madre al suo bambino perso.

## Produzione
Il film fu prodotto dalla Rex Motion Picture Company.

## Distribuzione
Distribuito dall'Universal Film Manufacturing Company, uscì nelle sale cinematografiche USA il 17 agosto 1913. Nel Regno Unito, fu distribuito il 1º gennaio 1914.